# Prawo rzymskie
Prawo rzymskie (łac. Ius Romanum) – termin oznaczający najczęściej prawo starożytnego Rzymu, które rozwijało się od czasów prawa zwyczajowego, aż do kodyfikacji Justyniana I Wielkiego (VI wiek n.e.). Prawo rzymskie miało istotny wpływ na rozwój prawodawstwa europejskiego (tzw. recepcja prawa rzymskiego) w postaci prawa powszechnego (ius commune) w średniowieczu, pandektystykę, która osiągnęła swoje apogeum w XIX wieku, a także na współczesną naukę, rozwijaną jako przedmiot uniwersytecki.

## Chronologia prawa rzymskiego
Historia prawa rzymskiego obejmuje podział na następujące okresy:
- okres archaiczny od założenia Rzymu (około 753 p.n.e.) do pierwszej wojny punickiej (264 p.n.e.)
- okres przedklasyczny od połowy III w. p.n.e. do końca republiki (27 p.n.e.)
- okres klasyczny od początku pryncypatu do objęcia władzy przez Dioklecjana (284 rok n.e.)
- okres poklasyczny od początków panowania cesarza Dioklecjana do śmierci Justyniana I Wielkiego (565 r.)

Podział ten jest umowny i w różnych źródłach przedstawiany jest z wieloma modyfikacjami.
Przedmiotem największego zainteresowania współczesnej nauki jest okres klasyczny. Używając pojęcia „prawo rzymskie”, często ma się na myśli właśnie prawo tego okresu.

## Źródła prawa rzymskiego

### Okres archaiczny

#### Zwyczaj
Zwyczaj, zwany w państwie rzymskim mos, mos maiorum lub „consuetudo”, miał znaczny wpływ na późniejsze kształtowanie prawodawstwa pisanego. Przejmowano wiele elementów prawa zwyczajowego, jak np. zakaz darowizn między małżonkami (Donatio inter virum et uxorem), czy zakaz małżeństw między krewnymi. Mos maiorum miało duże znaczenie nawet w dobie rozwoju prawa stanowionego; często powoływano się na nie, gdyż cieszyło się nieprzerwanie dużym szacunkiem.
Zwyczaj w prawie rzymskim kształtował się w wyniku niezmienności i ciągłości danego postępowania. Do rangi normy prawnej był podnoszony wówczas, gdy został uznany dobrowolnie przez większość społeczeństwa za konieczny (opinio necessitatis) i był stosowany przez dłuższy czas (frequens usus) w sposób niezmieniony.
Wśród badaczy istnieje spór, czy prawo zwyczajowe mogło uchylać ustawy. Przyjmuje się, że tak – jeśli ustawy były sprzeczne z moralnością albo naruszały podstawowe zasady współżycia społecznego. Zwyczaj miał moc równą mocy ustawy.

#### Ustawy królewskie
Ustawy królewskie, zwane inaczej leges regiae lub też, od twórcy zbioru, ius Papirianum, stanowiły prawa wydawane przez kolejnych królów rzymskich, choć obecnie uważa się, że zostały spisane na początku republiki i tylko dla większej powagi nazwane ustawami królewskimi.
Uchwalona w latach 451–450 p.n.e. ustawa XII tablic stała się pierwszą ustawą dotyczącą prawa prywatnego. Choć była typowo kazuistyczna i stanowiła spisanie dotychczasowych zwyczajów, to jednak na długie lata stała się głównym źródłem prawa w starożytnym Rzymie i nigdy nie została formalnie zniesiona. Cieszyła się dużym poważaniem w społeczeństwie, głównie ze względu na historię jej powstania, czyli uchwalenia na wniosek plebejuszy. Tekst ustawy został spisany na spiżowych tablicach i wystawiony na forum Romanum, które spłonęły w czasie najazdu Galów w 390 p.n.e. Najbardziej wiarygodna rekonstrukcja została utworzona w roku 1613 przez Jacoba Gothofredusa.

#### Leges i plebiscita
Istotny element prawodawstwa w starożytnym Rzymie stanowiły ustawy uchwalane bezpośrednio przez obywateli rzymskich na zgromadzeniach ludowych.
Uchwały zgromadzeń ludowych, zwane leges, obowiązywały wszystkich obywateli rzymskich. Projekt ustawy wnosił tzw. magistratus (konsul, pretor lub dyktator), którą następnie przegłosowywano (jawnie, później tajnie). Do roku 339 p.n.e. (lex Publilia Philonis) uchwalona ustawa wymagała zatwierdzenia senatu. Składała się z trzech części:
- praescriptio – zawierającą imię wnioskodawcy, datę zebrania się zgromadzenia ludowego itp.
- rogatio – zawierającą treść ustawy
- sanctio – zawierające sankcje na wypadek złamania treści ustawy.

Uchwaloną ustawę – lex – nazywano imieniem wnioskodawcy:
- lex Poetelia 326 p.n.e.
- lex Ogulnia 300 p.n.e.
- lex Hortensia 287/286 p.n.e.

Uchwały plebsu uchwalane na zgromadzeniach plebejuszy concilia plebis zwane plebiscita dotyczyły w okresie archaicznym wyłącznie samych plebejuszy. Dopiero od roku 287 p.n.e. po uchwaleniu lex Hortensia uchwały plebejskie zostały zrównane z leges i zaczęły odgrywać podstawową rolę w kształtowaniu prawa rzymskiego.
Zgromadzenia ludowe jako ciało ustawodawcze działały do czasów cesarza Nerwy.

### Okres przedklasyczny

#### Edykty pretorskie
W 367 roku p.n.e. powołano specjalnego magistratus zwanego pretorem, w rękach którego złożono wymiar sprawiedliwości. W 242 roku p.n.e. powołano specjalnego pretora dla peregrynów, zaś drugi pretor został nazwany pretorem miejskim. Pretorzy, jako władza sądownicza, nie mogli stanowić prawa. W ich kompetencjach leżało wydawanie edyktów (edictum), w których zawarte były zasady, jakich zamierzali się trzymać w czasie swego jednorocznego urzędowania. Z początku treść edyktu nie wiązała samego pretora. Sytuacja ta uległa zmianie w 67 roku p.n.e. gdy lex Cornelia związała działania pretora przepisami edyktu.
Tradycyjnie kolejny pretor przejmował przepisy poprzednika, co najwyżej uzupełniając je nowymi postanowieniami. Ów szkielet, który służył za podstawę, zwany był edictum tralaticium i była to stała część edyktu. Sam edykt zaczął wywierać ogromny wpływ na rozwój prawa prywatnego. Nie wymagał długiej i żmudnej drogi ustawodawczej. Wytworzone tak prawo było nazywane ius praetorium. Sam edykt składał się z dwóch części: normatywnej i formularnej. Pierwsza część zawierała zapowiedź udzielenia ochrony procesowej w określonych sytuacjach, druga część poświęcona była zredagowanym formułom, jakimi strony miały posługiwać się w czasie procesu. Swoje edykty wydawał również edyl kurulny, który sprawował jurysdykcję na targowiskach, a na prowincji namiestnicy prowincjonalni.
Ustawodawstwo pretorów zakończyło się wraz z nadejściem pryncypatu. Ostatecznie w 130 r. n.e. cesarz Hadrian zlecił prawnikowi Julianowi przygotowanie jednolitego tekstu edyktu pretora i edyla kurulnego. Powstały edykt nazwano edyktem wieczystym (edictum perpetuum).

#### Ustawy okresu przedklasycznego
- lex Claudia 218 p.n.e.
- lex Villia Annalis 180 p.n.e.
- lex Gabinia 139 p.n.e.
- lex Cassia 137 p.n.e.
- lex Papiria 131 p.n.e.
- lex Thoria 111 p.n.e.
- lex Iulia 90 p.n.e.

#### Działalność jurystów
Nauka prawa w Starożytnym Rzymie sięga swoimi korzeniami czasów prawa archaicznego. Aż do 304 roku p.n.e., kiedy to Flavius podaje do publicznej wiadomości zbiór formuł procesowych, jurystami byli kapłani z kolegium kapłańskiego. Niechętnie dzielili się swoją wiedzą, byli specjalistami zarówno w prawie boskim (fas), jak i świeckim (ius). Ostatecznie ich monopol przełamał w połowie III wieku p.n.e. pierwszy plebejski pontifex maximus Tiberius Coruncanius, kiedy to rozpoczął nauczanie prawa i udzielanie porad prawnych.
Juryści okresu przedklasycznego zwani byli później Veteres – czyli dawni. Ich działalność obejmowała głównie trzy kierunki: a) cavere, czyli udzielanie praktycznej pomocy przy sporządzaniu aktów prawnych; b) respondere, czyli odpowiedź na zapytania prawne w danej kwestii oraz c) agere, czyli układanie formuł procesowych, którymi musiały się posługiwać strony w czasie procesu formułkowego.
Pompeius, który był prawnikiem rzymskim żyjącym w II wieku n.e., za kolebkę nauki prawa uznawał napisane około 200 roku p.n.e. trzyczęściowe dzieło Sextusa Aeliusa Paetusa. Kolejnymi wybitnymi prawnikami byli Manilius, Brutus i Publius Mucius Scaevola, którzy podjęli się pierwszej próby usystematyzowania prawa cywilnego. Największe zasługi przypisywał Pompeius synowi ostatniego z wymienionych jurystów, Quintusowi Muciusowi Scaevoli, który był autorem prawa cywilnego spisanego w 18 księgach. Należy tu wymienić również Sulpiciusa Rufusa.

### Okres klasyczny

#### Uchwały senatu
Senat był instytucją znaną już w czasach Rzymu królewskiego. Był to wówczas organ doradczy, nieposiadający kompetencji ustawodawczych. W okresie republiki jego władza poszerzyła się o tzw. auctoritas patrum, czyli zatwierdzanie ustaw zgromadzenia ludowego. Uchwały senatu, czyli senatus consulta, moc prawa obowiązującego uzyskały za czasów Augusta. Pierwszą taką uchwałą było S.C. Silanianum z 10 r. n.e.
Senat zaczął zastępować zgromadzenia ludowe w kwestiach ustawodawczych. Przyczyn należy szukać w odchodzeniu od demokracji republikańskiej. Skład Senatu był bowiem ustalany przez Cesarza, co dawało mu ogromny wpływ na sam proces ustawodawczy. Pomimo wzmocnienia roli Senatu, tracił on na znaczeniu. Wiązało się to z tym, że z inicjatywą ustawodawczą najczęściej występował sam Cesarz.
Prawnicy rzymscy nie uznawali samej uchwały za źródło prawa. Źródłem prawa był wniosek, zwany oratio principis, zaś akt głosowania prowadził tylko do nadania mocy prawnej wnioskowi. Prawo do wniesienia wniosku miał każdy z Senatorów oraz Cesarz.

#### Konstytucje cesarskie
- lex de imperio Vespasiani 70 n.e.

##### Edykty
Edykty (edicta) były wydawane przez cesarza na podstawie ius edicendi. Miały moc normy obowiązującej albo na określonym terenie albo na obszarze całego państwa. Najsłynniejszym edyktem jest edykt Karakalli z 212 roku n.e. nadający obywatelstwo prawie wszystkim mieszkańcom Imperium.

##### Mandaty
Mandaty (mandata) były instrukcjami dla namiestników tak w prowincjach cesarskich, jak i senackich, bądź też dla innych urzędników cesarskich. Chociaż adresatem ich był urzędnik, wiązały one jednak mieszkańców, którzy temu urzędnikowi podlegali. Mandatem np. Trajan uregulował kwestię konkubinatu żołnierzy.

##### Dekrety
Dekrety (decreta) były wyrokami wydawanymi przez cesarza jako najwyższego sędziego. Jako przykład można wskazać Decretum Divi Marci o utracie wierzytelności dochodzonej z pominięciem drogi sądowej. Dekrety w okresie dominatu odgrywały drugorzędną rolę.

##### Reskrypty
Reskrypt (rescriptum) to akt normatywny wychodzący z kancelarii cesarskiej (constitutiones), który ze względu na formę przybrał postać reskryptu. Reskrypt jest to odpowiedź cesarza na zapytanie urzędników, sędziów lub osób prywatnych w kwestiach prawnych. Po skodyfikowaniu edyktu pretorskiego cesarz stał się viva vox iuris civilis (żywym głosem prawa cywilnego), a poprzez reskrypty dokonywał autentycznej interpretacji obowiązującego prawa. Odpowiedzi te, stosowane następnie w praktyce sądowej, były często elementem kształtującym nową praktykę sądową, jak np. reskrypt Hadriana o zasadach oceny zeznań świadków w procesie rzymskim.

#### Działalność jurystów
Od czasów Augusta za bezpośrednie źródło prawa można uznać działalność uczonych prawników rzymskich. Działo się to poprzez ius publice respondendi, czyli przywilej, który był nadawany niektórym prawnikom rzymskim, polegającym na prawie do udzielania odpowiedzi na zapytania w kwestiach prawnych, które to odpowiedzi miały wiążącą moc dla organów państwowych. Jeśli dwóch prawników wydało różne opinie, wtedy sędzia dokonywał wyboru jednej z nich. Prawnicy zyskiwali coraz większy wpływ na stanowienie prawa. Byli członkami przybocznej rady cesarskiej, z której wychodziły konstytucje cesarskie. Z czasem wykształciła się praktyka wśród sędziów opierania swych wyroków na opiniach jurystów zawartych w ich naukowych opracowaniach. Pisali oni komentarze do prawa cywilnego oraz edyktu pretorskiego. Prace monograficzne oraz podręczniki do nauki prawa zwano instytucjami.
Poza tymi przypadkami, prawnicy pisali również opinie w określonych przypadkach, wyjętych z prawniki. Te kazuistyczne rozstrzygnięcia były często uogólniane.
Na początku I wieku n.e. powstały dwie szkoły prawnicze – Prokulianów i Sabinianów. Założycielem pierwszej był prawnik o poglądach republikańskich Labeo, drugiej zaś prawnik popierający władzę jednej osoby Capito. Nazwy szkół wzięły się od następców założycieli – Sabinusa i Proculusa. W szkołach tych, różnych również ze względu na spojrzenie na prawo, działali m.in. Celsus, Julian, Pomponius czy Gaius. Za panowania Sewerów działali tacy prawnicy jak Papinian, Domitius Ulpianus, Paulus, zaś ostatnim z wybitnych prawników klasycznych był Modestyn.
Te dwie szkoły były prawdopodobnie zgrupowaniami prawników, którzy bardziej uznawali autorytet jednego z powyższych prawników. Przysłuchiwali się oni rozstrzygnięciom proponowanym przez Capita lub Labeona. Skanalizowano możliwe rozwiązania do liczby dwóch – praktycznym wymiarem istnienia tych szkół było ograniczenie kontrowersji. Nie wiadomo, czy były to różnice w kwestiach zasadniczych, czy w szczegółowych. Wydaje się, że różnice sprowadzały się do odpowiedzi na konkretne pytania. Np. od jakiego wieku można mówić o osiągnięciu pełnoletniości – od indywidualnego uznania, czy od jasnej granicy 14 lat, czy też do kogo należy wytworzony przedmiot (np. łódka) – właściciel materiałów (desek), z którego powstał przedmiot (Sabinianie), czy przetwórca (Prokulianie).
W okresie poklasycznym nastąpił upadek jurysprudencji jako źródła prawa. Zbyt duża liczba dotychczasowych komentarzy prowadziła do kłopotów w wyborze tych najbardziej trafnych. Spowodowało to wydanie w 426 r. przez Walentyniana III ustawy o cytowaniu (lex citationum), tzw. Konstytucji raweńskiej. Nazwa ustawy pochodzi stąd, iż przyzwalała ona na powoływanie się w sądzie na dzieła tylko pięciu prawników z okresu klasycznego: Gaiusa, Papiniana, Paulusa, Ulpiana i Modestyna. Sędzia był związany rozstrzygnięciem tego jurysty, za którym opowiedziała się większość z autorów. Jeśli była równa liczba głosów, wtedy decydował pogląd Papiniana. Jeśli jednak w danej sprawie Papinian milczał, a reszta głosów rozchodziła się równomiernie (1:1, lub 2:2) wtedy sędzia mógł podjąć samodzielną decyzję. Ostateczne uporządkowanie opinii prawników nastąpiło za czasów Justyniana.

#### InstytucjeGaiusa
Gai Institutionum commentari quattuor zostały odkryte w 1816 r. w bibliotece kapituły w Weronie. Instytucje to podręcznik dla adeptów nauki prawa napisany w II w.n.e. Jego duże znaczenie dla nauki prawa rzymskiego polega na tym, że nie pochodzi z późniejszych kompilacji, lecz jest prawie w całości odtworzony jako oryginalny tekst z okresu klasycznego. Instytucje przedstawiają prawo w swoistej systematyce przeciwstawianej systematyce pandektowej; podręcznik jest podzielony na trzy części – personae (prawo osobowe), res (prawo rzeczowe, w którym zawarte jest także prawo zobowiązań), actiones (prawo dotyczące skarg).

### Okres poklasyczny
- edykt Dioklecjana 303 n.e.
- edykt tolerancyjny Galeriusza 311 n.e.
- edykt mediolański 313 n.e.

#### Wulgaryzacja prawa
Termin ten wiąże się z okresem upadku cesarstwa zachodniorzymskiego w 476 r. Po tym czasie napływające ludy barbarzyńskie, zaczęły przyjmować oraz zniekształcać obowiązujące dotychczas prawo rzymskie. Okres wulgaryzacji prawa uważa się za okres, w którym sztuka prawnicza wiele straciła. Prawo stało się wtedy dość prymitywne, a przepisy prawne ujmowane były często w sposób kazuistyczny.
Według niektórych polskich romanistów, m.in. profesora Rozwadowskiego, termin „wulgaryzacja prawa” jest w języku polskim nacechowany pejoratywnie, dlatego postulują określenie prawa „pospolitego” (łac. vulgus – gmin, pospólstwo).

#### Kodyfikacja Justyniańska
Kodyfikacja Justyniańska jest jednym z głównych źródeł poznania prawa rzymskiego i pochodzi z 534 r. Kodyfikacja składa się z trzech części: Digestów (Digesta seu Pandecta), zbioru ustaw cesarskich (Kodeks Justyniana) i Instytucji (Institutiones). Ustawodawstwo Justyniana obowiązywało we wschodnim cesarstwie aż do jego upadku w 1453 roku n.e. Na zachodzie szybko popadła w zapomnienie aż do XI wieku, kiedy to „odkryli” ją glosatorzy. Dziełem glosatorów było ułożenie zbioru składającego się z czterech części – do Digestów, Kodeksu i Instytucji dodali Nowele (Novellae). W tej formie w średniowieczu zaczęto nazywać ten zbiór Corpus Iuris Civilis dla odróżnienia go od Corpus Iuris Canonici.

##### Digesta seu Pandecta
Digesta stanowią wybór z pism prawników. Zostały opracowane przez 17-osobową komisję. Zawierają 9123 fragmenty zawarte w 50 księgach, które w opinii twórców były najlepszymi osiągnięciami myśli prawniczej. Digesta cytuje się podając numer księgi, numer tytułu, numer fragmentu, numer paragrafu oddzielając je przecinkami i poprzedzając literą „D.”, czyli np. D. 2, 1, 11, 2.
Digesta zostały opracowane przez komisję kodyfikacyjną powołaną przez Justynianiana z Trybonianem, wybitnym prawnikiem na czele, na podstawie pism 38 prawników: 3 z okresu przedklasycznego, 33 klasycznego i 2 poklasycznego, jednakże dzieła Ulpiana i Paulusa stanowią prawie połowę materiału. Po zebraniu i dokonaniu kompilacji Justynian nakazał spalić teksty źródłowe oraz zakazał komentowania Digestów czy choćby przytaczania oryginalnych fragmentów dla uniknięcia niejednoznaczności.

##### Codex
Codex zawiera konstytucje cesarskie w porządku chronologicznym od cesarza Hadriana do Justyniana. Komisja tworząca Codex była upoważniona do wprowadzania zmian (interpolacji) w treściach konstytucji (podobnie rzecz się miała z pismami jurystów zebranymi w Digestach).

##### Institutiones
Institutiones to jeden z najbardziej znanych podręczników prawa w starożytnym Rzymie. Opublikowany w 533 r. zastąpił Instytucje Gaiusa w szkołach prawa jako dzieło udoskonalone i uaktualnione. Jego twórcami byli profesorowie prawa: Theofilus i Dorotheus, których pracą kierował Trybonian. Treść podręcznika oparto m.in. na cytatach z Digestów i Instytucji Gaiusa. Institutiones, niepodobnie współczesnym podręcznikom, był obowiązującym prawem.

##### Novellae
Jest to zbiór konstytucji Justyniańskich wydanych po 534 r. W sumie zbiór ten zawiera 168 nowel, ostatnie 10 pochodzi z okresu pojustyniańskiego (Novellae postiustinianae). Nie wchodziły w skład kodyfikacji w pierwotnej formie – zostały do niej włączone dopiero przez glosatorów.

## Podmioty prawa rzymskiego

### Osoby fizyczne
Osobą fizyczną, według prawa rzymskiego, jest człowiek, zaś pełną zdolność prawną warunkowały tam aż trzy czynniki zwane status: wolność, czyli status libertatis, obywatelstwo, czyli status civitatis oraz stanowisko w rodzinie, czyli status familiae. W pełni zdolny prawnie (caput) był ten, kto był osobą wolną, był obywatelem rzymskim i nie podlegał niczyjej władzy. Można więc stwierdzić, że była to niezwykle niewielka grupa ludzi.
Osobowość człowieka rozpoczynała się z chwilą urodzenia, ale pełną zdolność prawną nabywał ten, kto w chwili urodzenia miał trzy status. Rzymianie pewne prawa zastrzegali już dla płodu w łonie matki (był to nasciturus) – np. prawo do spadku. Przyjmowano fikcję prawną, że dziecko poczęte przyszło już na świat i dla ochrony jego praw można było ustanowić nawet kuratora. Jednak nowo narodzony stawał się podmiotem praw tylko wtedy, gdy przyszedł na świat żywy, czyli przejawiał jakieś oznaki żywotności i był zdatny do życia. Żywotność budziła spory w rzymskiej doktrynie prawniczej. Problem starali się rozstrzygnąć Prokulianie i Sabinianie, dwie szkoły rzymskiej nauki prawa wspomniane wcześniej. Pierwsi z nich za osobę żywą uznawali niemowlę, które wydało kwilenie, drudzy zaś uznawali jakikolwiek ruch niemowlęcia za przejaw żywotności, zwłaszcza istotne było tu podjęcie funkcji oddychania.
Zdatność do życia to zdolność noworodka do życia poza łonem matki. Oceniano to na podstawie badań greckich medyków i zakładano, że niemowlę jest zdatne do życia, jeśli przyjdzie na świat między 182. a 300. dniem od momentu poczęcia. Ważne było też, aby niemowlę posiadało postać ludzką.
Dyskusja ta była niezwykle istotna z prawnego punktu widzenia. Prawo spadkowe było prawem o niezwykłej doniosłości. Jeśli niemowlę było powołane do spadku i nabyło zdolność prawną, lecz zmarło zaraz po urodzeniu, spadek po nim dziedziczyli jego ustawowi spadkobiercy. Jeśli jednak tej zdolności nie nabyło, wtedy dziedziczyli spadkobiercy testatora. Co ważne, testament był nieważny z prawnego punktu widzenia, jeśli nie uwzględniał pogrobowca – w takim wypadku następowało dziedziczenie beztestamentowe.
Osobowość człowieka kończyła się z chwilą śmierci. Należy jednak zważyć na specyficzność prawa rzymskiego. Przewidywało ono kilka sytuacji, w których pozycja prawna danego człowieka mogła ulec zmianie jeszcze za życia. Chodzi tu o zmiany w obrębie jednego ze status:
1. capitis deminutio maxima (dotyczyła status liberatits) – zachodziła wtedy, gdy podmiot tracił wolność. Powodowało to utratę zdolności prawnej w ogóle.
2. capitis deminutio media (dotyczyła status civitatis) – zachodziła wtedy, gdy podmiot tracił obywatelstwo rzymskie. Powodowało to utratę zdolności prawnej na gruncie rzymskiego ius civile.
3. capitis deminutio minima (dotyczyła status familiae) – gdy zmieniał swoje stanowisko w rodzinie. Dotyczyło to pozycji ekonomicznej i społecznej podmiotu, powodowało utratę zdolności do spadkobrania w poprzedniej rodzinie, rozwiązanie kontraktu spółki, wygaśnięcie służebności osobistych i długów kontraktowych. Prawo pretorskie starało się minimalizować niektóre ze skutków tego deminutio, zaś w prawie justyniańskim nie pociągało ono prawie żadnych konsekwencji.

#### Status libertatis – wolni a niewolnicy
„Niewola jest tworem ius gentium, z jej mocy ktoś wbrew naturze jest poddany władzy drugiego człowieka, jako właściciela”
I. 1,3,2
Najważniejszym podziałem w prawie osobowym był podział na wolnych i na niewolników. Niewolnik był traktowany jako przedmiot, nie zaś jako podmiot prawa. Niewolnik nie uzyskiwał wolności po śmierci swego właściciela, nawet jeśli ten nie ustanowił dziedziców. Nie mógł jej uzyskać również w razie ucieczki. Niewolnik bez właściciela był traktowany jako rzecz niczyja, która może być przedmiotem zawłaszczenia. Właściciel posiadał wobec niewolnika prawo życia i śmierci (ius vitae ac necis).
Niewolnik był traktowany jako istota myśląca, tzw. instrumentum vocale, czyli narzędzie mówiące. Mógł więc wchodzić w różnego rodzaju stosunki społeczne, które to byłyby uznane za stosunki cywilnoprawne, jeśli dotyczyłyby wolnego człowieka, zaś w jego przypadku były to stosunki faktyczne. Nie mógł wchodzić w związek małżeński z niewolnicą, stosunek taki był zwany contuberium. Dziecko niewolnika i niewolnicy stawało się niewolnikiem będącym własnością właściciela jego matki. Z początku dziecko było traktowane jako fructus, czyli pożytek, jednak pod koniec republiki juryści odeszli od tego poglądu. Wiązało się to z tym, że jeśli matka obciążona byłaby służebnością użytkowania (ususfructus), wtedy nie mogłaby zabrać swojego dziecka wracając do właściciela, bo byłoby ono traktowane właśnie jako pożytek wynikający ze służebności.
Niewolnik nie mógł posiadać własnego majątku ani nie mógł zaciągać długu. Zobowiązania niewolnika należały do zobowiązań naturalnych (w przeciwieństwie do zobowiązań ius civile), co oznaczało, że były niezaskarżalne. Właściciel mógł przekazać niewolnikowi jakąś część swojego majątku w zarząd, było to tzw. peculium. Pożytki z tej własności należały jednak do właściciela. Samo peculium było istotną i bardzo przemyślaną instytucją. Bardzo często dochodziło do sytuacji gdzie właściciel zawierał z niewolnikiem kontrakt, którego treścią było pomnożenie peculium do pewnej wielkości. W zamian za to, niewolnik otrzymywał wolność. Od czasów Marka Aureliusza taki kontrakt stał się zaskarżalny.
Właściciel odpowiadał za szkody niewolnika wobec osób trzecich (tzw. odpowiedzialność noksalna). Aby uwolnić się od tej odpowiedzialności, mógł po prostu wydać niewolnika. Niewola powstała poprzez:
1. Wzięcie w niewolę nieprzyjacielską podczas wojny. Po powrocie z niewoli obywatel rzymski odzyskiwał prawa, które posiadał poprzednio (tzw. ius postliminii). Jeśli zmarł w niewoli, przyjmowano fikcję, że zmarł w momencie dostania się do niewoli, to zaś oznaczało, że zmarł jako osoba wolna (fictio legis Corneliae). Było to niezbędne do zachowania ważności testamentu.
2. Urodzenie się z matki niewolnicy. Jeśli matka w czasie ciąży była choćby przez moment wolna, wtedy dziecko rodziło się wolne.
3. Poprzez sprzedaż w niewolę niewypłacalnego dłużnika.

Aktem, który kończył niewolę było manumissio, czyli wyzwolenie. Odbywało się to na różne sposoby. Istniały dwie główne kategorie wyzwoleń: formalne i nieformalne. Do pierwszych zaliczano:
1. Manumissio vindicta – dokonywane w obecności pretora, właściciela i osoby trzeciej, która za zgodą właściciela ogłaszała, że niewolnik jest osobą wolną. Właściciel nie zaprzeczał i na podstawie tego niewolnik uzyskiwał wolność (ograniczone w czasach Oktawiana);
2. Manumissio censu – wyzwolenie poprzez wpisanie niewolnika na listę obywateli sporządzaną przez cenzora co pięć lat;
3. Manumissio testamento – wyzwolenie poprzez nadanie wolności w testamencie (również ograniczone w czasach Oktawiana Augusta).

Do kategorii wyzwoleń nieformalnych należało: wyzwolenie w obecności świadków albo wyzwolenie za pomocą listu. Wyzwolenie nieformalne nie prowadziło do uzyskania obywatelstwa rzymskiego, ktoś taki stawał się Latynem.
Wyzwoleńcy posiadali ograniczone prawa publiczne, wiązało ich również prawo patronatu. Byli zobowiązani do świadczenia prac na rzecz swojego patrona (operae) oraz musieli mu pomóc w razie kłopotów.
W prawie rzymskim wyróżniano także grupę osób zwanych półwolnymi. Należeli do nich:
- Personae in mancipio – dzieci, które pater familias oddawał w drodze mancypacji innemu zwierzchnikowi familijnemu w specyficzny stan zależności prywatnoprawnej (mancipium), w wypadku popełnienia przez nie deliktu. Osoba taka nie doznawała capitis deminutio, jednakże faktycznie popadała w stan podobny do niewoli (mancipatio zanikło w prawie poklasycznym).
- Coloni – grupa dzierżawców rolnych, którzy zachowali pełną zdolność prawną, jednakże z uwagi na przypisanie ich do ziemi wraz z ich rodzinami i związany z tym zakaz prawny opuszczenia uprawianego gruntu de facto ich sytuacja była podobna do stanu niewoli.
- Addicti – niewypłacalni dłużnicy, którzy na podstawie sędziowskiego przysądzenia zostali poddani egzekucji osobistej i umieszczeni w więzieniu do czasu odpracowania długu.
- Nexi – więzieni w ramach odpowiedzialności z tytułu zaciągnięcia pożyczki w formie nexum. Ci, którzy nie wywiązali z tak zaciągniętej pożyczki mogli zostać uwięzieni przez wierzyciela bez potrzeby przysądzenia przez sędziego i zostać zatrzymani aż do odpracowania długu.

#### Status Civitatis – obywatele rzymscy, a nie obywatele
W Starożytnym Rzymie występowała zasada osobowości prawa. Oznacza to, że dana osoba była sądzona według prawa civitas, do której przynależał. Według prawa rzymskiego byli sądzeni tylko obywatele rzymscy. Jest to znaczną różnicą w porównaniu z dzisiejszymi rozwiązaniami prawnymi, gdzie obywatelstwo powoduje zmiany głównie w prawach publicznych. Zdolność prawną na gruncie ius civile posiadał więc tylko obywatel rzymski.
Obywatelowi rzymskiemu przysługiwały określone uprawnienia. Na gruncie prawa publicznego posiadał on ius suffragii, czyli prawo do uczestniczenia w zgromadzeniach ludowych i możliwość głosowania w trakcie uchwalania ustaw. Mógł wybierać wyższych magistratus, jak i mógł być wybierany (ius honorum). W prawie prywatnym z obywatelstwa mogła wynikać władza ojcowska (patria potestas). Ius conubii oznaczało, że obywatel mógł zawrzeć małżeństwo respektowane przez rzymski porządek prawny. Ius comercii było to prawo do uczestniczenia w obrocie prawnym i prawo do bycia podmiotem praw rzeczowych. Obywatel mógł korzystać z prawa spadkowego. Niektóre z tych praw były dostępne również dla nieobywateli, jednak tylko wtedy, gdy uzyskali oni osobny przywilej.
Drugą kategorię osób wolnych stanowili Latyni. Latynem można było zostać poprzez urodzenie w związku małżeńskim, w którym ojciec i matka byli Latynami, oraz jedna z kategorii Latynów (a były ich trzy) pozwalała zostać Latynem wyzwolonemu nieformalnie niewolnikowi. Te kategorie to:
1. Latini veteres (Latini prisci), czyli tzw. Latyni dawni. Byli to mieszkańcy Lacjum oraz członkowie związku miast latyńskich. W stosunku do mieszkańców pozostałych gmin italijskich mieli bardzo dogodną sytuację prawną. Posiadali własne terytorium, ustawodawstwo, ochronę prawną, prawo mennicze, ius commercium oraz ius conubii. Byli wykluczeni z ius honorum, lecz posiadali ius suffragii. Mogli oni nabyć obywatelstwo rzymskie. Działo się to poprzez:
  1. osiedlenie się w stolicy;
  2. uzyskanie wysokiego stanowiska w ich gminie;
  3. przynależność do rady miejskiej ich gminy ojczystej jako decuriones oraz
  4. na podstawie lex Acilia repetundarum poprzez skuteczne oskarżenie skierowane przeciw urzędnikowi rzymskiemu. W 90 roku p.n.e. po wojnie ze sprzymierzeńcami nadano rzymskie obywatelstwo wszystkim mieszkańcom Italii, w tym Latynom.
2. Latini coloniarii – byli to Latyni osiedleni w koloniach rządzących się prawem latyńskim
3. Latini Iuniani – byli to nieformalnie wyzwoleni niewolnicy. Posiadali ius commercii, ale byli całkowicie wykluczeni od korzystania z praw politycznych.

Trzecią kategorią podzieloną na dwie podkategorie byli cudzoziemcy, czyli peregryni. Wyróżniano:
1. peregrini certae civitatis – członkowie obcych ludów, które weszły w przymierze z narodem rzymskim. Zawierano z takim ludem specjalny kontrakt, na podstawie którego tracił on swoją suwerenność, wchodził w sojusz obronny z Rzymem i akceptował władzę zwierzchnią Rzymu, zachowywali oni najczęściej swoją władzę sądowniczą i administracyjną, finansową, celną i menniczą, własne miary i wagi i zazwyczaj system podatkowy. Mieszkańcy posiadali ius commercium i ius conubium.
2. peregrini dediticii, czyli cudzoziemcy, których włączono drogą podbojów do państwa rzymskiego. Ich stanowisko opierało się na deditio, czyli bezwarunkowej kapitulacji tych, którzy stawiali opór orężowi rzymskiemu. Do kategorii tej zaliczani także byli wyzwoleńcy, którzy w czasie niewoli byli karani za ciężkie przestępstwa.

#### Osoby sui iuris i alieni iuris
Osoba sui iuris była osobą o pełnej zdolności do czynności prawnych, w szczególności do bycia podmiotem praw majątkowych. Przykładem może być zwierzchnik familijny (pater familias), będący obywatelem Rzymu. Natomiast osoba alieni iuris tej zdolności nie posiadała.
Osoby alieni iuris to osoby podlegające władzy zwierzchnika rodzinnego, nie miały swego majątku, wszystko co nabywały, nabywały dla pater familias, ich sytuacja majątkowa była podobna do sytuacji niewolników.

#### Pokrewieństwo
Rodzina kognatyczna była oparta na pokrewieństwie naturalnym, poprzez rzeczywiste więzy krwi. Pojęcie kognacji nabierało coraz większego znaczenia od schyłku republiki, a w ustawodawstwie Justyniana kognacja wyparła ostatecznie agnację.
Wypracowany w prawie rzymskim sposób obliczania pokrewieństwa pozostaje aktualny także we współczesnym prawie cywilnym, jak i kanonicznym.

#### Zdolność prawna
Zdolnością prawną nazywa się możliwość zajęcia w stosunkach prawnych stanowiska podmiotu prawa lub obowiązku. Pełną zdolność prawną warunkowały trzy czynniki: wolność, obywatelstwo i stanowisko w rodzinie. Najważniejszym elementem zdolności prawnej była wolność. Niewolnik nie był traktowany jako podmiot prawa, lecz jako przedmiot prawa.

### Osoby prawne
Osobami prawnymi w prawie rzymskim były:
- związki osób – korporacje (universitatis), stowarzyszenia (sodalitates), gminy (muncipia)
- masy majątkowe – fundacje, którym prawo nadaje w pewnym zakresie podmiotowość prawną.

### Postliminium
Jeńcy wojenni stawali się zawsze niewolnikami. W ten sposób niewolnikiem mógł się stać nawet obywatel rzymski, ale przed konsekwencjami capitis deminutio maxima chroniły go dwie fikcje:
- jeżeli jeniec powrócił z niewoli, jego prawa jako człowieka wolnego odżywały na podstawie tzw. ius postliminii – „prawa powrotu” do poprzedniego miejsca zamieszkania i poprzedniej sytuacji prawnej (postliminium – „powrót poza próg”, od limen – próg, granica). Gasły jedynie stosunki prawne oparte na faktach niemożliwych do pogodzenia z faktem niewoli, a mianowicie małżeństwo i posiadanie
- jeżeli natomiast Rzymianin zmarł w niewoli, to na podstawie lex Cornelia przyjmowano fikcję, że śmierć nastąpiła w chwili popadnięcia w niewolę. W ten sposób można było dziedziczyć po nim jak po człowieku wolnym.

## Prawo rodzinne

### Rodzina agnatyczna
Rzymska rodzina opierała się na pokrewieństwie agnatycznym, tzn. stanowiły ją osoby podlegające w jednym czasie władzy pater familias. Gdy zaczęła różnicować się sytuacja prawna poszczególnych agnatów, wyróżniono specjalne nazwy:
- manus – władzę męża nad żoną alieni iuris (tzn. w małżeństwie cum manu)
- patria potestas – władzę ojca nad dziećmi (biologicznymi, adoptowanymi i arrogowanymi)
- mancipium – władzę patris familias nad osobami mancypowanymi przez swojego patre familias
- dominica potestas – władzę pana nad niewolnikiem.

### Prawo małżeńskie

#### Zaręczyny (sponsalia)
Sponsalia polegały na przyrzeczeniu oddania przyszłej żony pod władzę przyszłego męża. W prawie archaicznym były zawierane w formie uroczystego kontraktu słownego (sponsio) przez ojców przyszłych małżonków lub przez samych małżonków, o ile byli oni osobami sui iuris. Pod koniec republiki i w okresie pryncypatu zawierane były poprzez nieformalne porozumienie (nudus consensus) a ich zerwanie nie pociągało za sobą żadnych konsekwencji. W okresie prawa poklasycznego wprowadzono tzw. zadatek zaręczynowy (arrha sponsalicia) i w przypadku bezpodstawnego zerwania zaręczyn narzeczony tracił zadatek, a narzeczona musiała zwrócić początkowo poczwórną, później podwójną jego wartość.
Zaręczyny rodziły między jednym z narzeczonych a krewnymi drugiego stosunek zwany quasiadfinitas, zbliżony do powinowactwa.

#### Iustum matrimonium
Pełnoprawne małżeństwo rzymskie. Aby w świetle prawa ius civile było ważne, trzeba było:
- mieć możność zawarcia małżeństwa (posiadać obywatelstwo lub otrzymać przywilej),
- być dojrzałym płciowo (u kobiet – 12 lat, u mężczyzn – 14 lat),
- uzyskać zgodę obu stron; jeśli strony były pod władzą, to również zgodę zwierzchników.

#### Ustawodawstwo małżeńskie Augusta
Dla poprawy obyczajów, a także zahamowania demoralizacji wśród obywateli rzymskich August wprowadził regulację prawną małżeństwa, doprowadzając do uchwalenia w 18 roku p.n.e. lex Iulia de adulteriis coercendis oraz lex Iulia de maritandis ordinibus, a w roku 9 n.e. lex Papia Poppea.
Przedmiotem regulacji lex Iulia de adulteriis coercendis było przestępstwo zwane: adulterium, rozumiane jako stosunek z zamężną kobietą oraz zrównane z nim stuprum – czyli stosunek z wdową lub panną. Oba uznane zostały za przestępstwa prawa publicznego.
August postanowił, że od tej chwili za związki małżeńskie będą uznawane tylko iustum matrimonium. Jednakże wobec przelotnych związków pozamałżeńskich np. z niewolnicami, nierządnicami i aktorkami prawo zostawało obojętnie – nie karało za tego typu występki, natomiast wszystkie inne związki tego typu były karane.
Lex Iulia de adulteriis przewidywała dwa sposoby karania adulterium:
1. Przez ojca, który posiadał patria potestas, mógł on ukarać córkę i cudzołożnika nawet karą śmierci.
2. Mężowi, jeśli miał nad żoną manus, przysługiwało accusatio iure mariti. Mógł on zabić cudzołożnika, ale żonę tylko ukarać (nie wolno było mu jej zabić).

Jeśli ojciec lub mąż pozostawali bierni, po upływie 60 dni każdy mógł wystąpić z oskarżeniem w procesie karnym.
Lex Iulia de maritandis ordinibus nakładała na mężczyzn i na kobiety obowiązek pozostawania w związku małżeńskim, a lex Papia Poppaea obowiązek posiadania dzieci. W przypadku rozwodu lub śmierci którejś ze stron mieli oni obowiązek natychmiast zawrzeć nowy związek małżeński. Jeśli tego nie zrobili nie mogli otrzymywać przysporzenia z testamentu, lub otrzymywały tylko połowę. Aby w pełni dziedziczyć trzeba było spełnić warunek posiadania choćby jednego wspólnego dziecka z małżeństwa.
Ustawodawstwo Augusta osiągnęło zamierzony cel, wzrosła liczba obywateli rzymskich.

#### Opieka (łac.tutela)
Opiece podlegały osoby, które z różnorakich przyczyn nie miały całkowicie lub częściowo zdolności do czynności prawnych i jednocześnie nie podlegały władzy familijnej (alieni iuris):
- całkowite sieroty i półsieroty niemające ojca
- osoby wyzwolone
- osoby emancypowane do 25. roku życia
- tutela mulierum – kobiety niepodlegające władzy ojca czy męża
- tutela impuberum – dzieci (do 7. roku życia) i osoby niedojrzałe (do 12 r.ż. dziewczęta i 14 r.ż. chłopcy)
- pozbawione do zdolności działania ze skutkiem prawnym z powodu choroby umysłowej lub marnotrawstwa

Istniały 3 sposoby powołania opiekuna:
1. tutela legitima – opieka ustawowa – do sprawowania opieki byli ustanowieni najbliżsi agnaci,
2. tutela testamentaria – opiekun powołany był w testamencie,
3. tutela dativa – opiekun był powołany na zarządzenie władz, podczas gdy nie było w ogóle opiekuna ustawowego lub testamentowego.

### Zdolność do czynności prawnych
Zdolność do czynności prawnych polegała na możliwości składania i przyjmowania takich oświadczeń woli, które wywoływały skutek prawny.
Zdolność do czynności prawnych ograniczały: 1) wiek, 2) płeć, 3) choroba umysłowa, 4) marnotrawstwo.

## Prawo rzeczowe

### Rodzaje rzeczy w prawie rzymskim
- Res corporales – rzeczy jako przedmioty materialne, dostępne i przeznaczone do obrotu, takie, „które można dotknąć” (quae tangi possunt).
- Res incorporales – prawa niemające bytu w świecie materialnym, rzeczy, „których nie można dotknąć” (quae tangi non possunt).

- Res in commercio – rzeczy mogące być przedmiotem obrotu prawno-majątkowego.
- Res extra commercium – rzeczy wyłączone z obrotu prawno-majątkowego, tj. niemogące być przedmiotem prywatnej własności, należały do nich: Osobny artykuł: Res extra commercium.
  - res humani iuris – rzeczy ludzkiego prawa:
    - res omnium communes – rzeczy służące wszystkim ludziom, według tekstu Marcianusa były to: powietrze (aёr), woda płynąca (aqua profluens), morze (mare) i brzegi morza (litora maris).
    - res publicae – rzeczy należące do narodu rzymskiego, oddane do użytku publicznego, np. drogi, porty, flumina publica (rzeki niewysychające i spławne w ciągu całego roku; w przeciwnym wypadku jako flumina privata rzeki mogły być przedmiotem własności prywatnej).

  - res divini iuris – rzeczy boskiego prawa, związane z kultem i religią:
    - res sacrae – rzeczy poświęcone bogom (np. świątynie)
    - res sanctae – mury i bramy Rzymu i gmin italskich
    - res religiosae – rzeczy poświęcone zmarłym, grobowce i urny z prochami zmarłych.

- Res mancipi – rzeczy stanowiące podstawę rzymskiej gospodarki rolnej, mające duże znaczenie zwłaszcza w dobie wczesnej republiki, np. grunt położone w Italii, służebności gruntowe wiejskie, niewolnicy oraz zwierzęta pociągowe i juczne; przeniesienie własności nad res mancipi było utrudnione i ograniczone, można było go dokonać poprzez formalne i uroczyste czynności prawne – sprzedaż mancypacyjną (mancypację) oraz in iure cessio (pozorny proces windykacyjny). Osobny artykuł: Res mancipi.
- Res nec mancipi – wszystkie inne rzeczy, nienależące do res mancipi.

- Res immobiles (immobilia, nieruchomości) – grunty i wszystko to, co trwale z gruntem związane w sposób naturalny lub sztuczny; znajdujące się na gruncie i trwale z nim połączone zabudowania, również rośliny i drzewa stanowią część składową gruntu (zasada superficies solo cedit – to, co połączone z powierzchnią gruntu, należy do gruntu).
- Res mobiles (mobilia, ruchomości) – wszystkie inne rzeczy, niebędące nieruchomościami.

- Res in genere – rzeczy oznaczone gatunkowo, rzeczy zamienne, np. pieniądze, żywność.
- Res in specie – rzeczy oznaczone indywidualnie, co do tożsamości, określone według specyficznych cech, właściwych tylko dla jednej, konkretnej rzeczy (np. konkretny dom, czy dzieło sztuki).

- Rzeczy podzielne – rzeczy, które w wyniku podziału nie zmieniały swej istoty, ani nie traciły nieproporcjonalnie na wartości.
- Rzeczy niepodzielne – rzeczy, które w wyniku podziału tracą swoją istotę (np. zwierzęta) lub zmieniają istotnie wartość (np. kamienie szlachetne).

- Rzeczy zużywalne – rzeczy, które przez jednorazowe użycie giną materialnie, np. żywność, drewno na opał, również pieniądze, które użyte giną materialnie dla płacącego nimi.
- Rzeczy niezużywalne – rzeczy, które mogą być użyte więcej niż jeden raz (nie giną materialne w wyniku jednorazowego użycia).

- Rzeczy pojedyncze – rzeczy stanowiące naturalną, organicznie związaną lub jednorodną całość, np. kamień, cegła, niewolnik.
- Rzeczy złożone – rzeczy składające się z części składowych, połączonych w jedną całość i tracących w wyniku tego połączenia charakter samoistnych przedmiotów, np. budynek, wóz.
- Rzeczy zbiorowe – oznaczony wspólną nazwą zbiór rzeczy, stanowiących pewną całość, ale nietracących charakteru samoistnych przedmiotów, np. biblioteka, trzoda.

### Rodzaje władztwa nad rzeczami
- Władztwa faktyczne
  - Posiadanie (possessio, possessio civilis) – faktyczne władztwo nad rzeczą (corpus) połączone z wolą władania rzeczą wyłącznie dla siebie (animus rem sibi habendi).
  - Dzierżenie (detentio, possessio naturalis) – faktyczne władztwo nad rzeczą bez woli władania rzeczą wyłącznie dla siebie, władanie rzeczą nie w swoim imieniu (alieno nomine).
- Władztwa prawne (Prawa rzeczowe)
  - Własność (proprietas, dominium) – prawo do nieograniczonego korzystania z rzeczy i rozporządzania nimi we własnym interesie.
  - Ograniczone prawa rzeczowe, prawa na rzeczy cudzej (iura in re aliena):
    - Służebności (servitutes) – uprawnienie do korzystania z cudzej rzeczy w oznaczonym zakresie.
    - Zastaw – ograniczone prawo rzeczowe, jakie mógł ustanowić na swojej rzeczy dłużnik, zwany tutaj zastawcą, dla wierzyciela, zwanego tutaj zastawnikiem w celu zabezpieczenia jego wierzytelności, na podstawie którego zastawnik, w sytuacji niespełnienia świadczenia przez zastawcę, mógł pozbyć rzecz i zaspokoić swą wierzytelność z kwoty uzyskanej z jej sprzedaży
      - fiducia – własność rzeczy zastawionej przechodziła na zastawnika
      - zastaw ręczny (pignus) – posiadanie rzeczy zastawionej przechodzi na wierzyciela
      - zastaw umowny (hypotheca) – posiadanie rzeczy zastawionej przechodzi na wierzyciela dopiero w razie niewykonania świadczenia przez dłużnika

    - Wieczysta dzierżawa, emfiteuza (emphyteusis) – dziedziczne i zbywalne ograniczone prawo rzeczowe do użytkowania cudzego gruntu za rocznym czynszem (vectigal, canon)
    - Prawo zabudowy (superficies) – dziedziczne i zbywalne, długoterminowe lub wieczyste ograniczone prawo rzeczowe do korzystania z budynku wystawionego na cudzym gruncie za rocznym czynszem Osobny artykuł: Servitutes praediorum.

### Sposoby nabycia własności
- pierwotne
  - usucapio – zasiedzenie – nabycie własności skutkiem ciągłego posiadania przez czas określony ustawą (usucapio est adiectio dominii per continuationem possessionis temporis lege definiti); Lex Atinia precyzowało, że zasiedzeniu nie podlegają dobra pochodzące z kradzieży, a Leges Julia de vi oraz Plautia de vi – rozszerzały to zastrzeżenie także na dobra odebrane przemocą[4][5].
  - occupatio – zawłaszczenie – nabycie własności na rzeczy niczyjej przez objęcie jej w posiadanie z zamiarem zachowania jej dla siebie. Do zawłaszczenia nadawały się następujące rzeczy: insula in mari nata (wyspa powstała na morzu), res hostiles (rzeczy należące do nieprzyjaciela, a w momencie wybuchu wojny znajdujące się na terytorium państwa rzymskiego), res derelictae (rzeczy porzucone z zamiarem pozbycia się ich), rzeczy wyrzucone na brzeg morski, omnia, quae terra, mari, caelo capiuntur (wszystkie stworzenia, które dają się schwytać na ziemi, morzu czy niebie, tj. dzikie zwierzęta, ptaki, ryby)
  - thesauri inventio – znalezienie skarbu, czyli starego depozytu pieniędzy, o którym pamięć nie trwa i które wydaje się nie mieć swego właściciela (thesaurus est vetus quaedam depositio pecuniae, cuius non extat memoria et iam domini non habeat). Początkowo zgodnie z zasadą superficies solo cedit skarb zawsze przypadał właścicielowi gruntu. Później, jeśli ktoś celowo szukał skarbu, wówczas przypadał on w całości właścicielowi gruntu, ale jeśli skarb został odnaleziony przypadkowo na gruncie prywatnym, wówczas połowa przypadała znalazcy, a połowa właścicielowi gruntu.
  - accessio – akcesja – nabycie własności na rzeczy ubocznej wskutek połączenia jej z rzeczą główną w ten sposób, że stawała się ona częścią składową rzeczy głównej
  - specificatio – przerobienie cudzej własności w dobrej wierze
  - nabycie własności na pożytkach (fructus), mogły nimi być płody ziemi lub potomstwo zwierząt, ale nie potomstwo niewolników
- pochodne
  - mancipatio – przeniesienie własności przy użyciu przepisanych form
  - in iure cessio – odstąpienie własności w pozorowanym sporze przed pretorem
  - traditio – nieformalne przeniesienie własności, wymagające zgodnej woli stron (zbywcy i nabywcy), wydania rzeczy i słusznej przyczyny (iusta causa traditionis, np. uprzednio zawartej umowy sprzedaży)

## Znaczenie prawa rzymskiego
Prawo rzymskie odegrało wielką rolę w tworzeniu współczesnych systemów prawnych, w szczególności na płaszczyźnie prawa cywilnego. Obecnie wszystkie systemy prawne Europy kontynentalnej są mniej lub bardziej oparte na tradycji rzymskiej. Dużą rolę w podtrzymaniu tradycji prawa rzymskiego odegrał Kodeks napoleoński. Także kultura common law początkowo bazowała na prawie rzymskim, by później wypracować własną tradycję.
Prawu rzymskiemu zawdzięcza się m.in.:
- Odróżnienie własności od posiadania. (Rzymianie własność rozumieli jako prawo do wyłącznego rozporządzania rzeczą wraz z czerpaniem z niej pożytków, natomiast posiadanie jako stan faktyczny, w którym rzecz znajduje się we władztwie danej osoby. Rozróżnienie to było doskonale widoczne w rei vindicatio, czyli powództwie nieposiadającego właściciela przeciw posiadającemu niewłaścicielowi.)
- Podział praw na względne i bezwzględne.
- Podział odpowiedzialności odszkodowawczej na kontraktową i deliktową. (Przeciwnie niż w starożytnej Grecji, gdzie naruszenie kontraktu pociągało odpowiedzialność deliktową.)
- Wykształcenie podstawowych kontraktów, tj. sprzedaż, pożyczka, najem, zlecenie. (Główną zasługą jurysprudencji rzymskiej było tutaj określenie wzajemnych praw i obowiązków stron kontraktu, a także sfery w jakie strony mogą kształtować umowę. Kontrakty te oczywiście istniały przed cywilizacją rzymską, ale brakowało im precyzji i zasadności w określeniu wzajemnej odpowiedzialności stron.)